# Londinium
Londinium var en romersk stad som senare utvecklades till London. Londinium inrättades som en stad efter att romarna hade invaderat Britannia (nuvarande England och Wales) år 43.

## Historia
Londinium anlades kring Walbrook, en nordlig biflod till Themsen som sedan dess kulverterats.
Något tiotal år efter grundläggningen hade Londinium utvecklats till ett viktigt ekonomiskt centrum. Den utsattes för förstörelse både under Boudiccas uppror år 61 e.Kr. och under Hadrianus (cirka år 130), vilket dock inte stoppade stadens tillväxt.
Kejsar Septimius Severus gjorde Londinium till huvudstad i provinsen Britannia Superior. Stadsmurar restes därefter, och staden försågs med en mängd officiella byggnader (vilka senare undersökts genom arkeologiska utgrävningar). År 314 noterades förekomsten av en biskop av London.

## Etymologi
Etymologin för namnet Londinium är okänd. Enligt den engelske prästen Geoffrey av Monmouths Historia Regum Britanniae, var det en folketymologi av namnet på den påstådda grundaren kung Lud, son till Heli. Det finns dock inga belägg för att en sådan kunglighet ens existerat.
Istället baserades förmodligen det latinska namnet på en brittisk plats som hette Londinion. Detta föreslogs 1899 av den franske historikern och språkforskaren Marie Henri d'Arbois de Jubainville och har blivit allmänt accepterat bland forskare.
Morfologiskt innebär detta en struktur med två suffix: -in-jo-. Det romerska Londinium kan därför inte ha varit den direkta källan till det engelska "London" , eftersom en i-mutation skulle ha medfört att namnet blivit Lyndon. Detta tyder på en alternativ brittonsk namnform Londonion. Alternativ kan det lokala uttalet av brittisk latin ha medfört en förändring av Londinium till Lundeiniu eller Lundein, vilket skulle ha medfört att det inte blivit någon i-mutation i gammelengelskan.